# Atletika na Letních olympijských hrách 2008 – skok vysoký ženy
Výška žen na Letních olympijských hrách 2008 se konala ve dnech 21. srpna a 23. srpna 2008 na Pekingském národním stadionu.

## Kvalifikace
V deštivé kvalifikaci se představilo dohromady dvaatřicet výškařek. Největší možné zastoupení měly reprezentace Ruska a Spojených států, za které nastoupily tři výškařky. Kvalifikační limit, který zajišťoval postup do finále měl hodnotu 196 cm. Nakonec postoupily všechny výškařky, kterým se podařilo překonat 193 cm. Kvůli dešti se nakonec dále nepokračovalo a původně dvanáctičlenné finále se rozrostlo na patnáct atletek. Kvalifikace nepřinesla žádné velké překvapení. Neúspěchem skončila především pro Američanku Amy Acuffovou, která skončila na olympiádě v Athénách na čtvrtém místě.

## Kvalifikační výsledky
| Umístění | Skupina | Jméno                    | Národnost   | 1,80 | 1,85 | 1,89 | 1,93 | Výkon    |
| -------- | ------- | ------------------------ | ----------- | ---- | ---- | ---- | ---- | -------- |
| 1.       | B       | Marina Aitovová          | Kazachstán  | O    | O    | O    | O    | 1,93 m q |
| 1        | B       | Ruth Beitiaová           | Španělsko   | O    | O    | O    | O    | 1,93 m q |
| 1.       | A       | Tia Hellebautová         | Belgie      | -    | O    | O    | O    | 1,93 m q |
| 1.       | B       | Viktorija Sťopinová      | Ukrajina    | O    | O    | O    | O    | 1,93 m q |
| 5.       | A       | Antonietta Di Martinová  | Itálie      | XO   | O    | O    | O    | 1,93 m q |
| 5.       | A       | Ariane Friedrichová      | Německo     | -    | O    | XO   | O    | 1,93 m q |
| 7.       | B       | Iva Straková             | Česko       | O    | O    | XXO  | O    | 1,93 m q |
| 8.       | B       | Chaunte Howardová        | USA         | O    | O    | O    | XO   | 1,93 m q |
| 8.       | A       | Vita Palamarová          | Ukrajina    | -    | O    | O    | XO   | 1,93 m q |
| 8.       | A       | Světlana Školinová       | Rusko       | O    | O    | O    | XO   | 1,93 m q |
| 8.       | B       | Blanka Vlašičová         | Chorvatsko  | O    | O    | O    | XO   | 1,93 m q |
| 12.      | A       | Anna Čičerovová          | Rusko       | O    | O    | XO   | XO   | 1,93 m q |
| 13.      | B       | Emma Greenová            | Švédsko     | O    | O    | O    | XXO  | 1,93 m q |
| 14.      | A       | Romana Dubnova           | Česko       | O    | XO   | O    | XXO  | 1,93 m q |
| 14.      | B       | Jelena Slesarenková      | Rusko       | O    | O    | XO   | XXO  | 1,93 m q |
| 16.      | A       | Doreen Amataová          | Nigérie     | O    | O    | O    | XXX  | 1,89 m   |
| 16.      | B       | Melanie Skotniková       | Francie     | O    | O    | O    | XXX  | 1,89 m   |
| 18.      | A       | Světlana Radzivilová     | Uzbekistán  | O    | XO   | O    | XXX  | 1,89 m   |
| 19.      | A       | Amy Acuffová             | USA         | O    | O    | XO   | XXX  | 1,89 m   |
| 19.      | B       | Nicole Forresterová      | Kanada      | O    | O    | XO   | XXX  | 1,89 m   |
| 21.      | B       | Anna Iljuštšenková       | Estonsko    | O    | XXO  | XO   | XXX  | 1,89 m   |
| 22.      | A       | Zheng Xingjuan           | Čína        | XO   | O    | XXO  | XXX  | 1,89 m   |
| 23.      | A       | Karina Vnuková           | Litva       | O    | O    | XXX  |      | 1,85 m   |
| 24.      | A       | Sharon Dayová            | USA         | XO   | O    | XXX  |      | 1,85 m   |
| 24.      | A       | Adonía Steryíouová       | Řecko       | XO   | O    | XXX  |      | 1,85 m   |
| 26.      | B       | Nadiya Dusanová          | Uzbekistán  | XXO  | O    | XXX  |      | 1,85 m   |
| 27.      | B       | Levern Spencerová        | Svatá Lucie | -    | XO   | XXX  |      | 1,85 m   |
| 28.      | A       | Jekatěrina Jevsejevová   | Kazachstán  | O    | XXO  | XXX  |      | 1,85 m   |
| 29.      | A       | Noeng-Ruthai Chaipechová | Thajsko     | O    | XXX  |      |      | 1,80 m   |
| 29.      | A       | Inna Gliznutaová         | Moldavsko   | O    | XXX  |      |      | 1,80 m   |
| -        | B       | Taťána Efimenková        | Kyrgyzstán  | XXX  |      |      |      | NM       |
| -        | B       | Romary Rifkaová          | Mexiko      | XXX  |      |      |      | NM       |

## Finále
Česká republika měla v patnáctičlenném finále dvojí zastoupení. Pro Romanu Dubnovou však skončilo finále předčasně, když si přivodila těžké zranění kotníku. Při prvním pokusu na výšce 193 cm špatně došlápla při odrazu. Poranila si kloubní pouzdro a přetrhla vnější vazy. Druhá česká zástupkyně Iva Straková obsadila s Ukrajinkou Sťopinovou dvanácté místo. O zlaté medaili rozhodla první chyba Blanky Vlašičové v soutěži, když na rozdíl od Belgičanky Tii Hellebautové překonala výšku 205 cm na druhý pokus. Na následné výšce 207 cm třikrát neuspěla a odvezla si stříbro. Bronz putoval do Ruska, když za 203 cm ho získala Anna Čičerovová. Na základě zpětného testování odebraných vzorků, která odhalila v její krvi zakázaný stereoid turinobol. Na bronzovou příčku se tak posunula obhájkyně zlaté medaile z Athén a držitelka olympijského rekordu 206 cm Jelena Slesarenková, která v samotném závodě skončila těsně pod stupni vítězů, na čtvrtém místě.

## Finálové výsledky
| Umístění         | Jméno                   | Národnost  | 1,85 | 1,89 | 1,93 | 1,96 | 1,99 | 2,01 | 2,03 | 2,05 | 2,07 | Výkon  |
| ---------------- | ----------------------- | ---------- | ---- | ---- | ---- | ---- | ---- | ---- | ---- | ---- | ---- | ------ |
| Zlatá medaile    | Tia Hellebautová        | Belgie     | O    | O    | O    | O    | XO   | XO   | XO   | O    | X-   | 2,05 m |
| Stříbrná medaile | Blanka Vlašičová        | Chorvatsko | O    | O    | O    | O    | O    | O    | O    | XO   | XXX  | 2,05 m |
| Bronzová medaile | Jelena Slesarenková     | Rusko      | O    | O    | XO   | XO   | XO   | XO   | XXX  |      |      | 2,01 m |
| 4.               | Vita Palamarová         | Ukrajina   | O    | O    | O    | XO   | XO   | XX-  | X    |      |      | 1,99 m |
| 5.               | Chaunte Howardová       | USA        | O    | O    | XO   | XO   | XXO  | XXX  |      |      |      | 1,99 m |
| 6.               | Ruth Beitiaová          | Španělsko  | O    | O    | O    | O    | XXX  |      |      |      |      | 1,96 m |
| 6.               | Ariane Friedrichová     | Německo    | O    | -    | O    | O    | XXX  |      |      |      |      | 1,96 m |
| 8.               | Emma Greenová           | Švédsko    | O    | O    | O    | XXO  | XXX  |      |      |      |      | 1,96 m |
| 9.               | Antonietta Di Martinová | Itálie     | O    | O    | O    | XXX  |      |      |      |      |      | 1,93 m |
| 9.               | Marina Aitovová         | Kazachstán | O    | O    | O    | XXX  |      |      |      |      |      | 1,93 m |
| 11.              | Iva Straková            | Česko      | O    | O    | XXO  | XXX  |      |      |      |      |      | 1,93 m |
| 11.              | Viktorija Sťopinová     | Ukrajina   | O    | O    | XXO  | XXX  |      |      |      |      |      | 1,93 m |
| 13.              | Světlana Školinová      | Rusko      | O    | XO   | XXO  | XXX  |      |      |      |      |      | 1,93 m |
| 14.              | Romana Dubnova          | Česko      | O    | XO   | X-   |      |      |      |      |      |      | 1,90 m |
| DQ               | Anna Čičerovová         | Rusko      | O    | O    | O    | XO   | XXO  | O    | O    | XXX  |      | 2,03 m |